# 観音寺市立図書館
観音寺市立図書館（かんおんじしりつとしょかん）は、香川県観音寺市の公共図書館の総称。観音寺市立中央図書館、観音寺市立大野原図書館、観音寺市立豊浜図書館の3館からなる。

## 歴史

### （旧）観音寺市

#### 小学校併設時代（1926年～1948年）
1926年（大正15年）4月、観音寺町立補習学校（後の観音寺市立観音寺南小学校、現在の観音寺市立観音寺小学校）に観音寺町立図書館が設置された。太平洋戦争中には機能が停止していた。

#### 博物館併設時代（1948年～1979年）

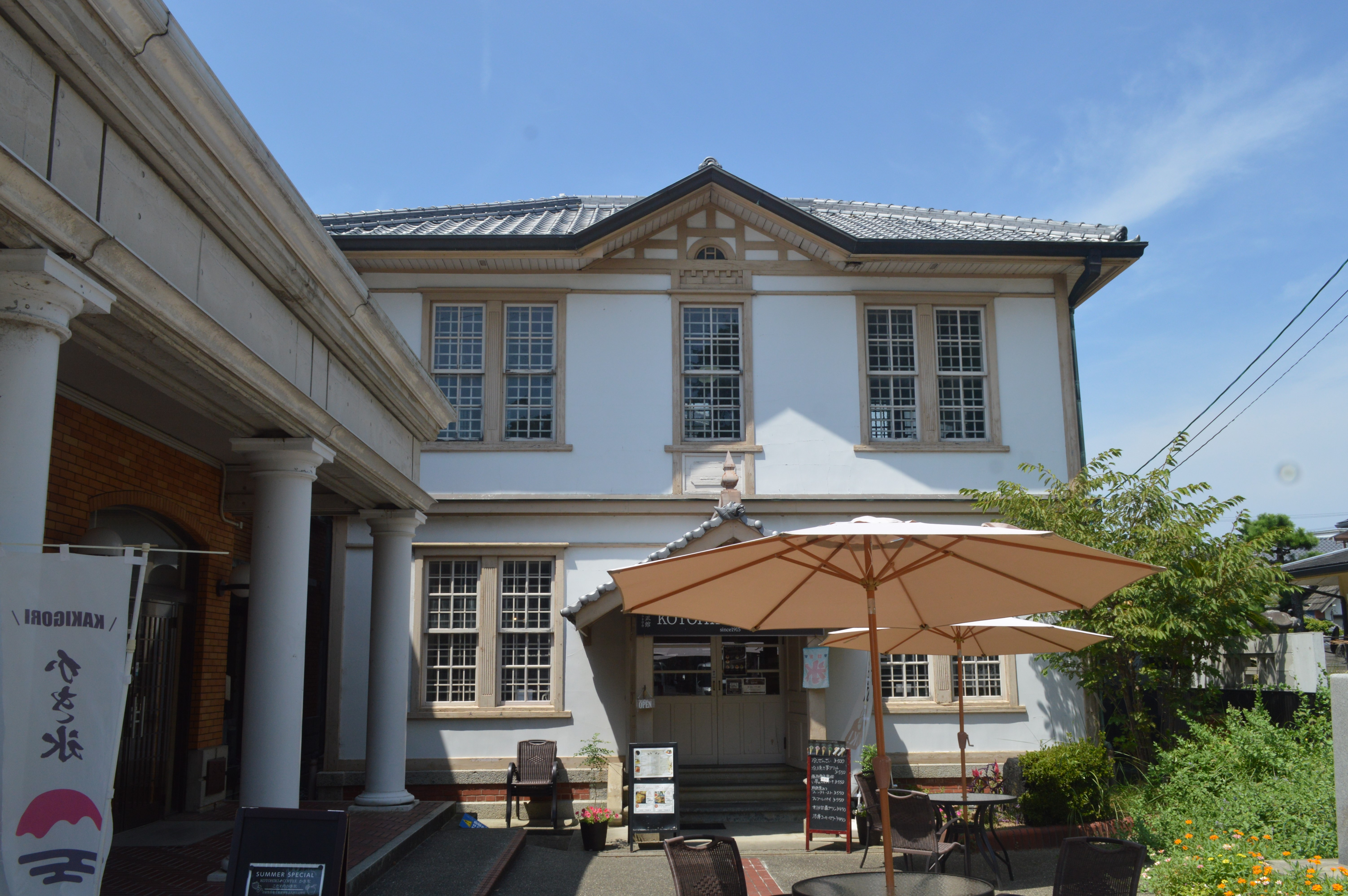
1948年から1979年の建物

1948年（昭和23年）11月3日、旧三豊郡農業会農事試験場の建物に観音寺町立讃岐博物館との併設で観音寺町立図書館が再開館した。1950年（昭和25年）4月に図書館法が施行されると平井敏治が初代館長に就任し、1952年（昭和27年）には図書館条例を制定して公共図書館となった。
1955年（昭和30年）1月1日に観音寺市が発足すると観音寺市立図書館に改称した。同年7月には高室地区と常磐地区に、同年8月には豊田地区に配本所を設置した。1956年（昭和31年）には木之郷地区・栗井地区・一ノ谷地区に、1958年（昭和33年）には柞田地区に巡回文庫を開設した。1960年（昭和35年）12月時点の蔵書冊数は17,697冊であり、閲覧冊数は23,926冊だった。1967年度（昭和42年度）の蔵書冊数は25,181冊であり、閲覧冊数は29,330冊だった。

#### 教育文化会館時代（1979年～2004年）
1979年（昭和54年）11月1日、観音寺市立図書館は観音寺町2942-1の観音寺市教育文化会館内に移転開館し、閉架式から開架式に変更された。2004年（平成16年）以後には教育文化会館が観音寺南公民館に転用されている。

#### 坂本町時代（2004年～）
2004年（平成16年）12月18日、観音寺市立図書館の新館が開館した。設計は大建設計、施工は合田工務店であり、延床面積は2244m2である。この際には四国の公共図書館で初めてICタグによる蔵書管理システムを導入した。

### （新）観音寺市
2005年（平成17年）10月11日には（旧）観音寺市、三豊郡大野原町、豊浜町が対等合併して（新）観音寺市が発足し、観音寺市立図書館は観音寺市立中央図書館に、大野原町立図書館は観音寺市立大野原図書館に、豊浜町立図書館は観音寺市立豊浜図書館に改称した。

## 各館

### 観音寺市立中央図書館
中央図書館は観音寺市役所の北隣にある。
- 蔵書数 - 一般図書は9万5000冊、児童書は3万2000冊
- アクセス - JR予讃線観音寺駅より徒歩約15分

#### 施設
2階には観音寺市出身の元内閣総理大臣である「大平正芳コーナー」や、観音寺市出身の小説家である「芦原すなおコーナー」がある。建物はハートビルに認定されており、玄関には総合案内情報を提供する視聴覚対応総合案内がある。100台分の駐車場がある。
- 1階
  - 新聞・雑誌コーナー、一般開架コーナー、児童開架コーナー、新着展示コーナー、AVコーナー
- 2階
  - 参考図書コーナー、多目的室、会議室、ホール

#### 取り組み
新年最初の開館日には、おすすめの新刊本をジャンルごとに入れた「福袋」を貸し出しており、開館前から行列が出来る事もある。

### 観音寺市立大野原図書館
大野原図書館は観音寺市役所大野原支所の向かいにある。

### 観音寺市立豊浜図書館
豊浜図書館は観音寺市役所豊浜支所西側の豊浜中央公民館1階にある。

## 利用案内
- 開館時間
  - 平日 - 9時から18時
  - 土日祝日 - 9時から17時
- 休館日
  - 月曜日、年末年始、図書整理期間
- 貸出冊数
  - 図書等は10冊以内、視聴覚等資料は1点以内
- 貸出期間
  - 15日間以内